# عاطف أبو بلال
عاطف أبو بلال (بالعبرية: עאטף אבו בילאל‏)‏ (5 فبراير 1984 في شقيب السلام - ) لاعب كرة قدم فلسطيني يلعب حاليا لصالح نادي ديمونا لكرة القدم كلاعب وسط. كانت أول مشاركة لعاطف أبو بلال مع منتخب فلسطين لكرة القدم عام 2010 وضلك ضد السودان. وقد لعب منذ ذلك الحين لصالح منتخب فلسطين في بطولة اتحاد غرب آسيا لكرة القدم 2010، وتصفيات كأس التحدي الآسيوي 2012، وتصفيات كأس العالم 2014 (آسيا).
في ديسمبر 2014، حكمت محكمة الطاعة الإسرائيلية التابعة للاتحاد العام لكرة القدم إبعاد عاطف أبو بلال 99 سنة وغرامة 1000 شيكل؛ نتيجة إدانته باللعب في الدوري الفلسطيني والإسرائيلي في آن واحد.

## روابط خارجية
- عاطف أبو بلال على موقع ناشيونال فوتبول تيمز (الإنجليزية)
- عاطف أبو بلال على موقع Soccerway.com (الإنجليزية)